# Майський (Гірськомарійський район)
Ма́йський (рос. Майский, марій. Майский) — виселок у складі Гірськомарійського району Марій Ел, Росія. Входить до складу Виловатовського сільського поселення.

## Населення
Населення — 13 осіб (2010; 23 у 2002).
Національний склад (станом на 2002 рік):
- марі — 61 %
- гірські марійці — 39 %